# Cerro de Pasco

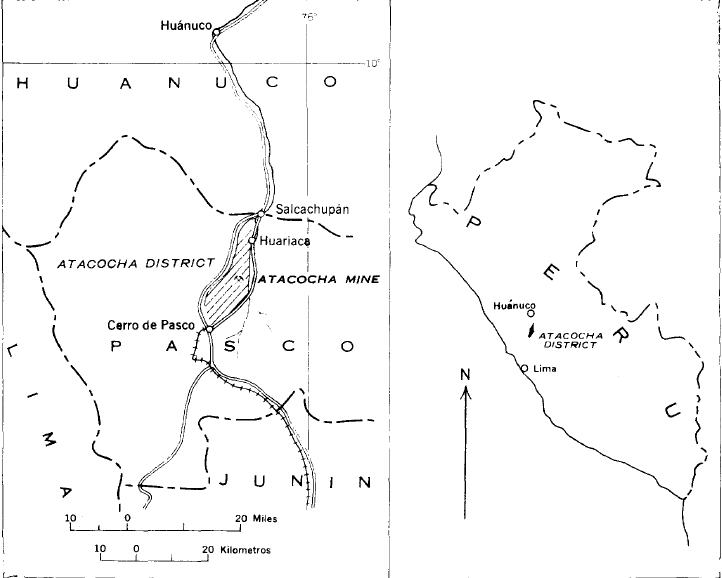
Vị trí của Cerro de Pasco và mỏ Atacocha

Cerro de Pasco là một thành phố ở miền trung Peru, nằm trên đỉnh của dãy núi Andes. Đây là thủ phủ của vùng Pasco, và là một trung tâm khai thác mỏ quan trọng. Ở độ cao 4.330 mét (14.210 ft), đây là một trong những thành phố cao nhất trên thế giới, và là thành phố cao nhất hoặc cao thứ hai với hơn 50.000 dân, với độ cao lên tới 4.380 m trong khu vực Yanacancha. Nó được kết nối bằng đường bộ và đường sắt với thủ đô Lima, xa tới 300 km.